# Catinell
El Catinell és una muntanya de 1.347 metres que es troba entre els municipis de Roquetes, a la comarca del Baix Ebre i de la Sénia, a la comarca del Montsià.
Aquest cim està inclòs al llistat dels 100 cims de la FEEC